# Stenophrixothrix nigripennis
Stenophrixothrix nigripennis är en skalbaggsart som beskrevs av Wittmer 1976. Stenophrixothrix nigripennis ingår i släktet Stenophrixothrix och familjen Phengodidae. Inga underarter finns listade i Catalogue of Life.